# Liste des parcs d'État du Maryland

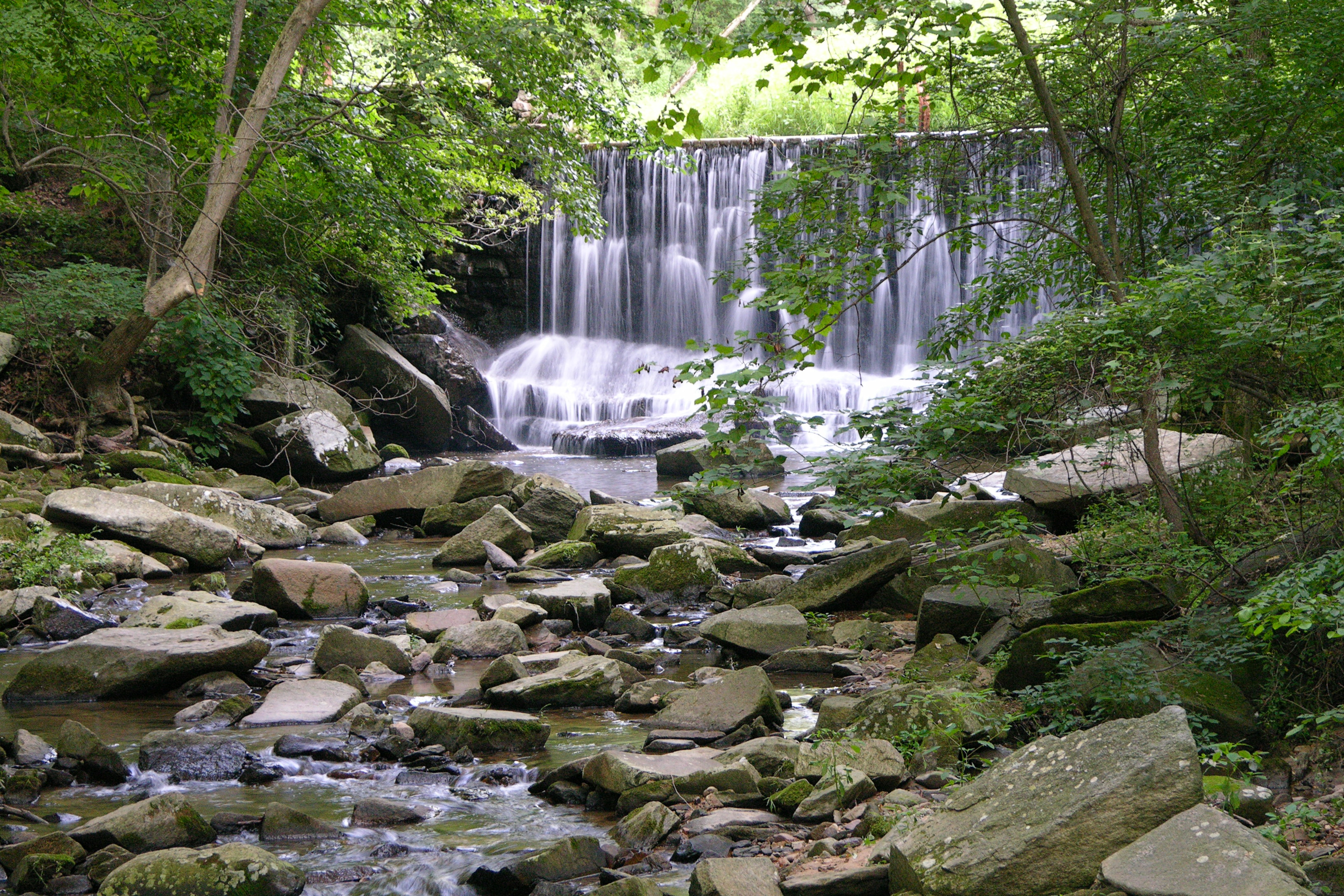
Susquehanna

Liste des parcs d'État du Maryland aux États-Unis d'Amérique par ordre alphabétique. Ils sont gérés par le Maryland Park Service du Maryland Department of Natural Ressources.
- Assateague
- Big Run
- Calvert Cliffs
- Casselman River Bridge
- Chapel Point
- Cunningham Falls
- Dans Mountain
- Deep Creek Lake
- Elk Neck
- Fort Frederick
- Fort Tonoloway
- Gambrill
- Gathland
- Greenbrier
- Greenwell
- Gunpowder Falls
- Hart-Miller Island
- Herrington Manor
- Janes Island
- Jonas Green
- Martinak
- Matapeake
- New Germany
- North Point
- Palmer
- Patapsco Valley
- Patuxent River
- Pocomoke River
- Point Lookout
- Purse
- Rocks
- Rocky Gap
- Rosaryville
- Sandy Point
- Seneca Creek
- Smallwood
- South Mountain
- St. Clement's Island
- St. Mary's River
- Susquehanna
- Swallow Falls
- Tuckahoe
- Washington Monument
- Wills Mountain
- Wye Oak